# 新疆落芒草
新疆落芒草（学名：Oryzopsis songarica）为禾本科落芒草属下的一个种。种加名 songarica  意为“准噶尔的”。